# Plectris candezei
Plectris candezei är en skalbaggsart som beskrevs av Frey 1967. Plectris candezei ingår i släktet Plectris och familjen Melolonthidae. Inga underarter finns listade i Catalogue of Life.